# 25715 Lizmariemako
25715 Lizmariemako este un asteroid din centura principală de asteroizi.

## Descriere
25715 Lizmariemako este un asteroid din centura principală de asteroizi. A fost descoperit pe 5 ianuarie 2000 la Socorro, New Mexico, în cadrul proiectului LINEAR. Asteroidul prezintă o orbită caracterizată de o semiaxă mare de 2,40 ua, o excentricitate de 0,17 și o înclinație de 4,5° în raport cu ecliptica.